# Personnalité juridique (France)
Pour un article plus général, voir Personnalité juridique.
Dans le droit français, une personnalité juridique est l'aptitude, pour une personne, à être titulaire de droits subjectifs et à être assujettie à des obligations. Les personnes physiques (par leur naissance) et les personnes morales (lors de leur déclaration ou immatriculation) sont dotées de la personnalité juridique.
La personnalité juridique a deux corollaires : la capacité juridique et un patrimoine.
La capacité juridique recouvre, à la fois, la capacité de contracter (conclure des contrats) et celle d'ester en justice (c'est-à-dire, positivement, d'assigner une personne en justice et, négativement, d'être attrait en justice).
Le patrimoine est une fiction juridique qui a vocation à recueillir l'ensemble des droits et obligations d'une personne. Toute personne a un patrimoine, toute personne n'a qu'un patrimoine, il n'existe pas de patrimoine sans qu'une personne ne soit à sa tête.
La personnalité juridique suppose en principe la capacité de jouissance des droits et la capacité d'exercer ces mêmes droits.
Les personnes juridiques sont des sujets de droits, car étant soumises au droit objectif, elles ont la possibilité d'exercer des droits subjectifs.

## Histoire

### Création de la personnalité juridique physique par le droit romain
La personnalité juridique est un concept fondateur inventé par le droit romain.
Les systèmes juridiques primitifs font du corps l'enjeu des relations sociales, et, particulièrement, juridiques. Il est donc normal que la personnalité juridique apparaisse, profondément liée au corps.
Dans le droit romain archaïque, un débiteur qui ne pouvait pas rembourser sa dette était remis à son créancier qui pouvait le vendre, le réduire en esclavage, et même le tuer. D'ailleurs, dans cette dernière hypothèse, s'il y avait plusieurs créanciers, le corps pouvait être coupé en plusieurs morceaux, que se répartissaient les créanciers. La personne physique est alors confondue avec la personne juridique.
La notion de personnalité juridique, parce qu'elle est la base des rapports sociaux dans les sociétés complexes, a été transmise à l'Ancien droit français par les glossateurs de l'Université de Bologne.

### Émergence de la personnalité juridique morale dans le droit féodal
L'idée de personnalité juridique s'est progressivement étendue, notamment à des choses, résultant de groupements d'hommes. On peut citer notamment l'émancipation progressive du domaine de la Couronne du roi de France : à la mort de ce dernier, tous les terrains qu'il a pu conquérir de son vivant deviendront inaliénables.
La personnalité morale, si elle existe dans le domaine « public », peut aussi exister dans le domaine privé. Les premières communautés de métiers du XIIIe siècle forment aussi un groupement, en complémentarité avec l'unité économique de base qu'est l'atelier.
Progressivement, cette idée va s'imposer, et la personnalité morale touchera peu à peu tous les domaines de la vie sociale, politique et économique.

## Notion
Il existe principalement deux types de personnalités :
- la personnalité juridique physique, qui concerne les êtres humains.
- la personnalité juridique morale, qui concerne les groupements....

La personnalité juridique concerne la titularité de droits et d'obligations. Les règles relatives à l'exercice des droits et obligations que confère la personnalité juridique sont définies par la capacité juridique de la personne.

### Une fiction juridique
Si la personnalité juridique morale est une fiction juridique, la personnalité juridique physique peut aussi l'être. Si elle est explicable dans la plupart des situations, il peut arriver qu'elle ne soit pas rationnelle.
Par exemple, une personne déclarée absente est déclarée décédée, et donc, déchue de sa personnalité juridique. Mais cette personne pourrait ensuite redonner de ses nouvelles : il faudra alors un nouveau jugement pour annuler le décès.
De la même manière, la mort civile a durant longtemps existé : il s'agissait de l'extinction de la personnalité juridique d'un être humain pourtant bien vivant.

## La personnalité juridique de l'animal?
L’idée de personnification de l'animal est ancienne. On se souvient des égards que Caligula, selon Suétone, accordait à son cheval Incitatus, de sa préservation contre le tapage nocturne aux plus hautes fonctions de l’État (il voulait le nommer consul).
On pouvait aussi auparavant les juger et les punir à la manière des humains : il y a eu des procès d'animaux. Toutefois ces pratiques restent cantonnées au Moyen Âge en France. En Suisse par exemple, en 1806, un chien a été exécuté pour complicité de meurtre.
Dès que l’on s’est préoccupé du sort des animaux, la question s’est posée de savoir si l’animal était ou non un sujet de droit. Cette conception ne s’est pas imposée partout, malgré certaines positions doctrinales qui l’entretiennent, telle celle qui voudrait accorder à l’animal une personnalité réduite. Malgré tout, le droit s’est heureusement préoccupé du sort de l’animal et on lui reconnaît parfois certaines prérogatives qui se rapprochent de celles des sujets de droit.
On peut signaler l’existence d’une Déclaration universelle des droits de l’animal, intervenue en 1978 sous l’égide de l’UNESCO.
Le 29 mars 2019, la Déclaration de Toulon sur la personnalité juridique de l’animal affirme que les animaux doivent être universellement reconnus comme des personnes juridiques et non comme des choses. Louis Balmond, Caroline Regad et Cédric Riot en sont les proclamateurs.
Voir aussi Le Nouvel Ordre écologique.

### En droit français
En droit français, les animaux ne sont traditionnellement pas titulaires de droits, ce qui n’est pas exclusif d’une protection à leur accorder. Ces questions sur la situation juridique de l’animal ne doivent pas a priori être confondues avec les conséquences que l’on peut tirer sur le plan juridique du lien d’affection unissant une personne à son animal (réparation du préjudice lié à la perte d’un animal).
On note ensuite l’allusion très remarquée à la qualité d’être sensible dans une loi du 10 juillet 1976 (relative notamment aux réserves naturelles et espèces protégées). À partir de cette notion, le Tribunal correctionnel de Strasbourg a remis en cause fermement la notion d’animal-objet : « un animal dont la sensibilité a été légalement reconnue par la loi du 10 juillet 1976 [...] ne peut être assimilé à une chose », ce qui en l’occurrence conduisait à exclure l’hypothèse de soustraction frauduleuse, caractéristique d’un vol.
Une loi instituant une peine incompressible et relative au nouveau code pénal et à certaines dispositions de procédure pénale du 1er février 1994 permet la constitution de partie civile des associations de défense et de protection des animaux déclarées depuis au moins 5 ans. Il s’agit d’un très léger rapprochement avec la situation des sujets de droit.
Enfin, à la lecture de la loi relative aux animaux dangereux et errants et à la protection des animaux du 6 janvier 1999, on s’aperçoit de quelques mutations terminologiques au sein des articles du Code civil français relatifs à la distinction entre meubles et immeubles. Ainsi, l'article 524 du Code civil parle des « animaux » et non plus des « objets » que le propriétaire d’un fonds y a placé dans le service et l’exploitation de ce fonds. Dans l’article 528 du Code civil français, il est désormais question des « animaux et des corps » qui peuvent se transporter d’un lieu à un autre (et non plus seulement des « corps », parmi lesquels on trouvait des animaux).
Ces modifications confirment la volonté de ne plus tenir l’animal pour une chose. Se dirigerait-on vers une nouvelle catégorie intermédiaire entre les biens et les personnes? Ou, comme le proposent certains auteurs, vers une intégration dans la catégorie des personnes en tant que personnes physiques non humaines jouissant de droits différents des êtres humains.
Il existe en droit français différentes doctrines en faveur de l’évolution du statut juridique de l’animal. Celles-ci peuvent se résumer à grands traits de la manière suivante : l'Université de Toulon  avec la personne physique non humaine (rapprochement avec le vivant ) ; l’Université de Limoges avec la personnalité technique (rapprochement avec les personnes morales) ; l’Université de Nice avec le « centre d’intérêt ».